# Elizabeth Dennehy
Elizabeth Hannah Dennehy (Jacksonville, 1º ottobre 1960) è un'attrice statunitense attiva al cinema, in televisione e a teatro. È nota per aver interpretato il ruolo del prima capitano e poi ammiraglio Elizabeth Shelby nel franchise di fantascienza Star Trek e il personaggio ricorrente di Sandra nella serie televisiva Streghe.

## Biografia
Elizabeth Hannah Dennehy nasce il 1º ottobre 1960 a Jacksonville, nella Carolina del Nord, negli Stati Uniti, figlia dell'attore Brian Dennehy e sorella dell'attrice Kathleen Dennehy. Ha seguito i corsi di recitazione della London Academy of Music and Dramatic Art.
La carriera di Elizabeth Dennehy inizia nel 1988, quando appare nel ruolo di Christina "Blake" Lindsey nella soap opera statunitense Sentieri (Guiding Light).
Nel 1990 entra a far parte del franchise di fantascienza Star Trek, interpretando il ruolo del capitano della Flotta Stellare Elizabeth Shelby nel doppio episodio a cavallo della terza e quarta stagione di Star Trek: The Next Generation (seconda serie live action del franchise dopo la serie classica), L'attacco dei Borg (prima parte)/L'attacco dei Borg (seconda parte) (The Best of Both Worlds: Part 1/The Best of Both Worlds: Part 2). La Shelby viene posta temporaneamente al comando della USS Enterprise D durante la Battaglia di Wolf 359, quando il capiano Jean-Luc Picard viene assimilato dai Borg, diventando Locutus di Borg e guidando l'attacco contro la Federazione. Il personaggio ricompare prima, in versione animata, nel quinto episodio della seconda stagione della serie Star Trek: Lower Decks, La vergogna dei Doopler (An Embarrassment of Dooplers, 2021), e quindi, in versione live action, nel nono episodio della seconda stagione di Star Trek: Picard, Vox (Võx, 2023), dove, con il grado di ammiraglio, è al comando della USS Enterprise F e dove viene alla fine uccisa da due sottufficiali assimilati dai Borg. Nel settembre 2017 Juliette Harrisson di Den of Geek ha classificato il ruolo di Elizabeth Dennehy nei panni del capitano Shelby come una delle primi dieci migliori guest star di Star Trek: The Next Generation.
A teatro ha interpretato il ruolo di Stella Kowalski in una messa in scena del 1994 della piéce Un tram che si chiama Desiderio e Donna Marsala in Tony n' Tina's Wedding, di cui è anche coautrice.
Dal 2004 al 2008 interpreta il personaggio ricorrente di Sandra, in 8 episodi della celebre serie televisiva Streghe (Charmed), con protagoniste Shannen Doherty, Holly Marie Combs, Alyssa Milano e Rose McGowan. Sandra è uno dei più importanti membri del Consiglio degli Anziani, gruppo al comando degli angeli custodi. Sandra si dimostra spesso più compassionevole e disposta ad aiutare Leo Wyatt e le sorelle Halliwell.

## Vita privata
Il 19 agosto 1993 sposa l'attore James Lancaster, con il quale ha due figlie.

## Filmografia

### Cinema
- Atto di forza (Total Recall), regia di Paul Verhoeven (1990) - non accreditata
- Vita di cristallo (The Waterdance), regia di Neal Jimenez e Michael Steinberg (1992)
- Sotto il segno del pericolo (Clear and Present Danger), regia di Phillip Noyce (1994)
- The Game - Nessuna regola (The Game), regia di David Fincher (1997)
- Gattaca - La porta dell'universo (Gattaca), regia di Andrew Niccol (1997)
- L'angelo del male (The Prophecy II), regia di Greg Spence - direct-to-video (1998)
- Soldier, regia di Paul W.S. Anderson (1998)
- Red Dragon, regia di Brett Ratner (2002)
- The Borg - cortometraggio direct-to-video (2004)
- Welcome to Paradise, regia di Brent Huff (2007)
- Hancock, regia di Peter Berg (2008)
- Jneane from Des Moines, regia di Grace Lee (2012)
- Star Trek: The Next Generation - Regeneration: Engaging the Borg, regia di Roger Lay Jr. - cortometraggio documentario (2013)
- Midnight, regia di T.R. Wilkinson - cortometraggio (2014)
- American Folk, regia di David Heinz (2017)
- Romeo & Juliet, regia di Melissa Chalsma (2021)
- Innocent, regia di Eimear Callaghan - cortometraggio (2022)
- Horizon: An American Saga - Capitolo 1 (Horizon: An American Saga - Chapter 1), regia di Kevin Costner (2024)

### Televisione
- Sentieri - serie TV, 22 episodi (1988-1989)
- Star Trek: The Next Generation - serie TV, episodi 3x26-4x01 (1990) - Elizabeth Shelby
- In viaggio nel tempo (Quantum Leap) - serie TV, episodio 5x11 (1992)
- Class of '96 - serie TV, episodio 1x06 (1993)
- Il primo Natale in famiglia (A Place to Be Loved), regia di Sandy Smolan - film TV (1993)
- Seinfeld - serie TV, episodi 4x22-4x23 (1993)
- Oltre il ponte (Brooklyn Bridge) - serie TV, episodio 2x10 (1993)
- Jack Reed: In cerca di giustizia (Jack Reed: A Search for Justice), regia di Brian Dennehy - film TV (1994)
- Per amore della legge (Sweet Justice) - serie TV, episodio 1x14 (1995)
- Lazarus Man (The Lazarus Man) - serie TV, episodi 1x01-1x02 (1996)
- Incubo sull'autostrada (Runaway Car), regia di Jack Sholder - film TV (1997)
- Innocenti evasioni (On the Edge of Innocence), regia di Peter Werner - film TV (1997)
- C-16: FBI - serie TV, episodio 1x04 (1997)
- Da un giorno all'altro (Any Day Now) - serie TV, episodio 1x09 (1998)
- The Last Man on Planet Earth, regia di Les Landau - film TV (1999)
- Come On, Get Happy: The Partridge Family Story, regia di David Burton Morris - film TV (1999)
- Hard Time: L'hotel degli ostaggi (Hard Time: Hostage Hotel), regia di Hal Needham - film TV (1999)
- NYPD - New York Police Department (NYPD Blue) - serie TV, episodio 7x08 (2000)
- Chicago Hope - serie TV, episodio 6x17 (2000)
- Giudice Amy (Judging Amy) - serie TV, episodio 2x09 (2001)
- Gideon's Crossing - serie TV, episodi 1x15-1x19 (2001)
- La signora in giallo - L'ultimo uomo libero (Murder, She Wrote: The Last Free Man), regia di Anthony Pullen Shaw - film TV (2001)
- The Agency - serie TV, episodi 1x01-1x02-1x10 (2001)
- Streghe (Charmed) - serie TV, 8 episodi (2004-2006)
- Numb3rs - serie TV, episodio 1x11 (2005)
- Senza traccia (Without a Trace) - serie TV, episodio 4x06 (2005)
- Commander in Chief - serie TV, episodio 1x14 (2006)
- Boston Legal - serie TV, episodio 4x12 (2008)
- Medium - serie TV, episodio 4x13 (2008)
- The Mentalist - serie TV, episodio 1x13 (2009)
- Rizzoli & Isles - serie TV, episodio 3x02 (2012)
- Masters of Sex - serie TV, episodio 1x02 (2013)
- Febbre d'amore (The Young and the Restless) - serie TV, episodio 10267 (2013)
- The Show Must Go Online - serie TV, episodi 1x03-3x03-5x05 (2020)
- Star Trek: Picard - serie TV, episodio 3x09 (2023) - Elizabeth Shelby

## Radio
- Inglorious Treksperts - podcast (2020)

## Teatro (parziale)
- Henry V, regia di Wilford Leach, Delacorte Theater, New York (1984)
- Tony n' Tina's Wedding, regia di Larry Pellegrini, Midtown Theater at HA!, New York (1988)
- A Streetcar Named Desire (1994)

## Riconoscimenti
- Maverick Movie Awards
  - 2018 - Candidatura al miglior cast - lungometraggio per American Folk (condiviso con altri)

## Doppiatrici italiane
Nelle versioni in italiano delle opere in cui ha recitato, Elizabeth Dennehy è stata doppiata da:
- Melina Martello in The Game - Nessuna regola, The Mentalist, Horizon: An American Saga - Capitolo 1
- Vittoria Febbi in Star Trek: The Next Generation, Star Trek: Picard
- Alessandra Korompay in Streghe
- Daniela Trapelli in Sentieri
- Anna Rita Pasanisi in Senza traccia